# Замак на небу
Замак на небу (јап. 天空の城ラピュタ, Tenkū no Shiro Rapyuta) јапански је анимирани филм који је Хајао Мијазаки режирао 1986. године. Ово је други филм по реду студија Гибли.
Замак на небу је 2006. године на српски титловао и синхронизовао студио Призор, и заједно са филмовима Зачарани град, Краљевство мачака, Мој комшија Тоторо и Порко Росо, продаван је у виду ДВД сета. Дистрибуцију је вршила компанија M Export Import. Филм је такође био приказиван на каналима Б92 и Пинк кидс.

## Радња
Дечак по имену Пoцу среће Шиту, девојку која је пала са неба. Око њеног врата је задивљујућа сјајна огрлица направљена од кристала Етернијума. Откривају да обоје трагају за легендарним летећим замком који се зове Лапута и заклињу се да ће открити чудесну тајну светлећег кристала око њеног врата. Њихова потрага није лака. На путу им се испречују ваздушни гусари и тајни агенти који намеравају да се докопају кристала.

## Улоге
| Улога           | Јапански глас  | Српски глас     |
| --------------- | -------------- | --------------- |
| Поцу            | Мајуми Танака  | Марко Марковић  |
| Шита            | Кеико Јокозава | Марија Вицковић |
| Дола            | Котое Хацуи    | Јадранка Селец  |
| Муска           | Минори Терада  | Марко Живић     |
| Генерал         | Ичиро Нагај    | Бојан Лазаров   |
| Чика Пам        | Фуџио Токита   | Марко Живић     |
| Газда           | Хитоши Ито     | Бојан Лазаров   |
| Оками           | Мачико Вашио   | Јадранка Селец  |
| Додатни гласови | ———————        | Милан Чучиловић |